# Супер Престиж Перно 1987
29-й сезон Супер Престиж Перно — велошоссейного сезонного турнира 1987 года.

## Обзор турнира
Супер Престиж Перно 1987 года стал 29-м и последним выпуском этого регулярного турнира в велоспорте. В календарь были добавлены две новые гонки: Классика Сан-Себастьяна и Тур Ирландии, которые впервые принесли очки в зачет классификации. В результате всего насчитывалось 33 гонки, что является самым высоким показателем в истории турнира. Классификация, спонсируемая производителем напитков Pernod Ricard, исчезла отчасти из-за того, что во Франции действовал закон, запрещающий рекламу алкоголя в спорте.
Итоговую классификацию в этом последнем Супер Престиж Перно выиграл Стивен Роуч. Он выиграл Джиро, Тур и чемпионат мира (так называемую Тройную корону) — подвиг, которого ранее добивался только Эдди Меркс (в 1974 году). Роуч также стал первым гонщиком, чье имя трижды было записано под названием Тур Романдии. Второе место в итоговом зачете занял соотечественник Роуча — Шон Келли, победитель трёх предыдущих сезонов. Келли выиграл «Париж — Ницца» в шестой раз подряд, улучшив рекорд Жака Анкетиля и себя самого. Клод Крикельон финишировал, как и в прошлом году, на третьем месте в итоговом зачете.
Это был первый год, когда Классика Сан-Себастьян появилась в турнирной таблице. Гонку выиграл Марино Лехаррета, но это была уже его третья победа в этой гонке. Лехаррета оставался единственным рекордсменом в Сан-Себастьяне, пока Ремко Эвенепул также не одержал свою третью победу в 2023 году. Морено Арджентин стал последним победителем турнира Super Prestige Pernod в туре Ломбардии. Ранее в этом году он также выиграл Льеж — Бастонь — Льеж. Это была третья подряд победа Арджентины в этой гонке. Это поставило его в один ряд с Леоном Хуа и Эдди Мерксом, которые также одержали три победы подряд. Победитель «Вуэльты» Луис Эррера из Колумбии стал первым южноамериканским победителем Гранд Тура. Эррера также оставался единственным южноамериканским победителем Гранд-тура до Джиро-2014. В дополнение к Super Prestige Pernod были вручены еще два приза: Prestige Pernod для французских гонщиков и Super Promotion для гонщиков моложе 25 лет.

## Календарь турнира
| 28 фев          | Омлоп Хет Волк                   | Тён Ван Влит       | Стивен Рокс           | Ян Гуссенс            |
| 8 – 15 мар      | Париж - Ницца                    | Шон Келли          | Жан-Франсуа Бернар    | Лоран Финьон          |
| 12 – 18 мар     | Тиррено - Адриатико              | Рольф Сёренсен     | Джузеппе Калькатерра  | Тони Ромингер         |
| 21 мар          | Милан - Сан-Ремо                 | Эрих Мехлер        | Эрик Вандерарден      | Гвидо Бонтемпи        |
| 5 апр           | Тур Фландрии                     | Клод Крикельон     | Шон Келли             | Эрик Вандерарден      |
| 8 апр           | Гент - Вевельгем                 | Тён Ван Влит       | Этьенн Де Вилде       | Герман Фрисон         |
| 12 апр          | Париж - Рубе                     | Эрик Вандерарден   | Патрик Верслёйс       | Рюди Даненс           |
| 15 апр          | Флеш Валонь                      | Жан-Клод Леклерк   | Клод Крикельон        | Рольф Гёльц           |
| 19 апр          | Льеж - Бастонь - Льеж            | Морено Арджентин   | Стивен Роуч           | Клод Крикельон        |
| 23 апр – 15 май | Вуэльта Испании                  | Луис Эррера        | Раймунд Дитцен        | Лоран Финьон          |
| 25 апр          | Амстел Голд Рейс                 | Йоп Зутемелк       | Стивен Рокс           | Малкольм Эллиот       |
| 1 май           | Эшборн - Франкфурт               | Даг Отто Лёуритсен | Петер Стевенхаген     | Хенк Люббердинг       |
| 3 май           | Чемпионат Цюриха                 | Рольф Гёльц        | Рауль Алькала         | Камилло Пассера       |
| 5 – 10 май      | Тур Романдии                     | Стивен Роуч        | Жан-Клод Леклерк      | Ронан Пенсек          |
| 5 – 10 май      | Четыре дня Дюнкерка              | Герман Фрисон      | Патрис Эсно           | Шарли Мотте           |
| 21 май – 13 июн | Джиро д’Италия                   | Стивен Роуч        | Роберт Миллар         | Эрик Брекинк          |
| 22 – 31 май     | Классика RCN                     | Фабио Парра        | Pablo Wilches         | Альваро Мехия         |
| 23 – 24 май     | Бордо - Париж                    | Бернар Вайе        | Жильбер Дюкло-Лассаль | Guy Gallopin          |
| 25 май – 1 июн  | Критериум Дофине Либере          | Шарли Мотте        | Хенри Карденас        | Ронан Пенсек          |
| 10 – 22 июн     | Вуэльта Колумбии                 | Pablo Wilches      | Луис Эррера           | Gustavo Wilches       |
| 16 – 25 июн     | Тур Швейцарии                    | Эндрю Хэмпстен     | Петер Виннен          | Фабио Парра           |
| 18 – 24 июн     | Гран-при Миди Либре              | Патрис Эсно        | Хулиан Гороспе        | Марк Мадьо            |
| 1 – 26 июл      | Тур де Франс                     | Стивен Роуч        | Педро Дельгадо        | Жан-Франсуа Бернар    |
| 5 – 23 авг      | Коорс Классик                    | Рауль Алькала      | Джефф Пирс            | Эндрю Хэмпстен        |
| 12 авг          | Классика Сан-Себастьяна          | Марино Лехаррета   | Анхель Арройо         | Федерико Эчаве        |
| 6 сен           | Чемпионат мира - групповая гонка | Стивен Роуч        | Морено Арджентин      | Хуан Фернандес Мартин |
| 8 – 20 сен      | Тур де л'Авенир                  | Марк Мадьо         | Лоран Безаул          | Пётр Угрюмов          |
| 9 – 17 сен      | Вуэльта Каталонии                | Альваро Пино       | Анхель Арройо         | Иньяки Гастон         |
| 23 сен          | Париж - Брюссель                 | Вим Аррас          | Йозеф Ликкенс         | Эрик Вандерарден      |
| 27 сен          | Гран-при Наций                   | Шарли Мотте        | Жан-Франсуа Бернар    | Марино Лехаррета      |
| 28 сен – 2 окт  | Тур Ирландии                     | Шон Келли          | Стивен Роуч           | Хейнц Имбоден         |
| 11 окт          | Париж - Тур                      | Адри ван дер Пул   | Тён Ван Влит          | Маурицио Фондриест    |
| 17 окт          | Джиро ди Ломбардия               | Морено Арджентин   | Эрик Ван Ланкер       | Марк Мадьо            |

## Итоговый рейтинг
| №  | Гонщик           | Команда                | Очки |
| -- | ---------------- | ---------------------- | ---- |
| 1  | Стивен Роуч      | Carrera Jeans-Vagabond | 800  |
| 2  | Шон Келли        | Kas                    | 560  |
| 3  | Клод Крикельон   | Hitachi-Marc-Rossin    | 490  |
| 4  | Шарли Мотте      | Système U              | 460  |
| 5  | Эрик Вандерарден | Panasonic-Merckx-Agu   | 455  |
| 6  | Тён ван Влит     | Panasonic-Merckx-Agu   | 375  |
| 6  | Лоран Финьон     | Système U              | 375  |
| 8  | Морено Арджентин | Gewiss-Bianchi         | 345  |
| 9  | Марино Лехаррета | Seat-Orbea-Caja Rural  | 330  |
| 10 | Марк Мадьо       | Système U              | 320  |